# Пясечно (Ліпновський повіт)
Пясечно (пол. Piaseczno, нім. Wilgensand) — село в Польщі, у гміні Вельґе Ліпновського повіту Куявсько-Поморського воєводства.
Населення — 144 особи (2011).
У 1975-1998 роках село належало до Влоцлавського воєводства.

## Демографія
Демографічна структура станом на 31 березня 2011 року:
|          | Загалом | Допрацездатний вік | Працездатний вік | Постпрацездатний вік |
| -------- | ------- | ------------------ | ---------------- | -------------------- |
| Чоловіки | 74      | 19                 | 48               | 7                    |
| Жінки    | 70      | 23                 | 35               | 12                   |
| Разом    | 144     | 42                 | 83               | 19                   |